# Nikolai Panin-Kolómenkin
Nikolai Aleksàndrovitx Panin-Kolómenkin (en rus Никола́й Алекса́ндрович Па́нин-Коло́менкин, Khrenovoye, Gubèrnia de Vorónej, 8 de gener de 1872 – Leningrad, RSFS de Rússia, 19 de gener de 1956) va ser un patinador artístic sobre gel i tirador rus que va competir a començaments del segle xx.
Practicant de diversos esports durant la seva joventut, Nikolai Panin descobrí el patinatge artístic el 1893, mentre estudiava a la Universitat Imperial de Sant Petersburg, en la qual es diplomà en matemàtiques el 1898. El 1903 fou medalla de plata al Campionat del món de patinatge artístic, el 1904 medalla de bronze al Campionat d'Europa de patinatge artístic i el 1908 de plata al Campionat d'Europa. De 1901 a 1905 i el 1907 es proclamà campió de Rússia.
El 1908 va prendre part en els Jocs Olímpics de Londres, on guanyà la medalla d'or en la prova figures especials del programa de patinatge artístic. Aquest triomf suposà el primer campió olímpic de la història de Rússia. En aquests mateixos Jocs disputà la prova individual, però abandonà durant la competició.
Quatre anys més tard va disputar els Jocs d'Estocolm, però en aquesta ocasió en tir olímpic. Fou quart en pistola lliure, 50 metres per equips i vuitè en la prova individual.
Entre 1915 i 1917 fou el secretari general del Comitè Olímpic Rus.

## Palmarès

### Individual
| Competició          | 1901 | 1902 | 1903 | 1904 | 1905 | 1906 | 1907 | 1908 |
| ------------------- | ---- | ---- | ---- | ---- | ---- | ---- | ---- | ---- |
| Jocs Olímpics       |      |      |      |      |      |      |      | Ab   |
| Campionat del món   |      |      | 2n   |      |      |      |      |      |
| Campionat d'Europa  |      |      |      | 3r   |      |      |      | 2n   |
| Campionat de Rússia | 1r   | 1r   | 1r   | 1r   | 1r   |      | 1r   |      |
| Ab = Abandona       |      |      |      |      |      |      |      |      |

### Figures Especials
| Competició    | 1908 |
| ------------- | ---- |
| Jocs Olímpics | 1r   |